# Patricia Kästle
Patricia Kästle (29 aprile 1963) è un'ex sciatrice alpina austriaca.

## Biografia
Discesista pura, la Kästle in Coppa Europa nella stagione 1982-1983 si posizionò 2ª nella classifica di specialità. Non prese parte a rassegne olimpiche né ottenne piazzamenti in Coppa del Mondo o ai Campionati mondiali.